# Chuck Rainey
Chuck Rainey (Cleveland, 17 giugno 1940) è un bassista statunitense.
Attivo come sessionman, è conosciuto per aver suonato con artisti americani di fama internazionale come Donald Byrd, Steely Dan, Quincy Jones e Aretha Franklin.
Altri artisti con cui ha lavorato: Fats Domino, Peggy Lee, Billy Preston, George Benson, Nina Simone, Frankie Valli, Dusty Springfield, Leo Sayer, Ringo Starr, Joe Cocker, Rickie Lee Jones, Albert King, Little Richard, Roberta Flack, Diana Ross, Marvin Gaye, Jackson Browne, Robert Palmer, Patti Austin, Joe Walsh.

## Biografia
Nato a Cleveland, Ohio, Rainey crebbe nella città di Youngstown, città dove cominciarono i suoi studi musicali come trombettista classico. Poco prima di entrare nell'esercito Rainey imparò la chitarra, però poco tempo dopo passò al basso per i suoi limiti nell'improvvisazione dovuti alla sua formazione di tipo classico. Nel 1962 si trasferì a New York dove cominciò una prolifica carriera come turnista che lo portò a lavorare con alcuni dei nomi più importanti della scena nordamericana. Nel 1972 si stabilì a Los Angeles, dove fece parte della Big Band di Quincy Jones e dove continuò a lavorare come turnista. Parallelamente partecipa a varie registrazioni per il cinema e la televisione e alla realizzazione di materiale didattico, attività che continua fino ad ora.

## Strumentazione e tecnica
Rainey non è da menzionare tra i grandi virtuosi del basso elettrico, ma nonostante questo ha sempre goduto di una grande popolarità grazie alle sue linee di basso precise e molto particolari, quasi come un segno distintivo, nei groove. Tra l'altro, grazie alla sua competenza, Rainey è uno dei bassisti che ha più registrazioni in studio di tutti i tempi (più di 1000).

## Discografia da solista
- 1972 - The Chuck Rainey Coalition (DCC Compact Classics)
- 1981 - Born Again (Hammer 'N' Nails)